# Dave Thomas
David William "Dave" Thomas (født 20. maj 1949) er en canadisk-amerikansk filmskuespiller.

## Filmografi

### Tv
| År         | Titel                                      | Rolle                             | Noter                                             |
| ---------- | ------------------------------------------ | --------------------------------- | ------------------------------------------------- |
| 1976–1982  | Second City Television                     | Doug McKenzie, various characters | Main cast                                         |
| 1978       | Home to Stay Television MOW                | Petrie                            | Television film                                   |
| 1979       | Riel                                       | Militia Captain                   | Television film                                   |
| 1984       | The Get Along Gang                         | Leland Lizard (stemme)            | Episode: "Pilot"                                  |
| 1990       | The Dave Thomas Comedy Show                | Himself                           | 5 episodes; also writer, producer, and director   |
| 1991       | Parker Lewis Can't Lose                    | Lionel Tower                      | Episode: "Tower of Power"                         |
| 1992       | Boris and Natasha: The Movie               | Boris Badenov                     | Television film                                   |
| 1993       | Animaniacs                                 | Kong Arthur (stemme)              | Episode: "Sir Yaksalot"                           |
| 1993–1998  | Grace Under Fire                           | Russell Norton                    | Main cast                                         |
| 1994       | The Larry Sanders Show                     | Himself                           | Episode: "Headwriter"                             |
| 1994–1996  | The Red Green Show                         | Ben Franklin                      | 3 episodes                                        |
| 1995       | Picture Perfect                            | Ernie Barrett                     | Television film                                   |
| 1996       | Duckman                                    | Tad Venom (stemme)                | Episode: "The Longest Weekend"                    |
| 1996       | Kidz in the Wood                           | Tom Foster                        | Television film                                   |
| 1997       | Nightmare Ned                              | Pig Dad (stemme)                  | Episode: "Canadian Bacon"                         |
| 1997, 2006 | The Simpsons                               | Rex Banner, Bob Hope (stemme)     | 2 episodes                                        |
| 1998       | CatDog                                     | Mailman, Mean Bob (stemme)        | 2 episodes                                        |
| 1999–2005  | King of the Hill                           | Lane Prately, various voices      | 9 episodes                                        |
| 1999       | Cosby                                      | Tully                             | Episode: "Timerity"                               |
| 2001       | That '70s Show                             | Chris                             | Episode: "Canadian Road Trip"                     |
| 2001       | Space Ghost Coast to Coast                 | Himself                           | Episode: "The Justice Hole"                       |
| 2001       | The Legend of Tarzan                       | Hugo (stemme)                     | 7 episodes                                        |
| 2002       | Justice League                             | Harv Hickman, Ernst (stemme)      | 2 episodes                                        |
| 2002       | New Beachcombers                           | Dave McGonigal                    | Television film                                   |
| 2005       | Arrested Development                       | Trevor                            | 5 episoder                                        |
| 2006       | Weeds                                      | Dr. Bertner                       | Episode: "Must Find Toes"                         |
| 2007       | Bob & Doug McKenzie's Two-Four Anniversary | Doug McKenzie                     | Television film; documentary                      |
| 2009–2011  | Bob & Doug                                 | Doug McKenzie                     | Main cast (9 episoder); also creator and producer |
| 2009       | Popzilla                                   | Various voices                    | Also producer and writer                          |
| 2011–2012  | Pound Puppies                              | Agent Todd (stemme)               | 2 episoder                                        |
| 2012       | Perception                                 | Bill Duffy                        | Episode: "Shadow"                                 |
| 2012–2015  | Comedy Bang! Bang!                         | Burt Aukerman                     | 4 episoder                                        |
| 2013, 2017 | Bones                                      | Andrew Jursic, Dick Scarn         | 2 episoder; also producer and writer              |
| 2013       | How I Met Your Mother                      | Chuck Gerussi                     | Episode: "P.S. I Love You"                        |
| 2013       | Bounty Hunters                             | Jesco                             | 5 episoder                                        |
| 2015–2016  | The Blacklist                              | N/A                               | Producer og forfatter (23 episoder)               |
| 2019–2020  | Fast & Furious Spy Racers                  | Cleve Kelso (stemme)              | 7 episoder                                        |

### Film
| År   | Titel                                    | Rolle                     | Noter                    |
| ---- | ---------------------------------------- | ------------------------- | ------------------------ |
| 1980 | Deadly Companion                         | Howie                     |                          |
| 1981 | Stripes                                  | M.C.                      |                          |
| 1983 | Strange Brew                             | Doug McKenzie             | Also director            |
| 1985 | Sesame Street Presents: Follow That Bird | Sam Sleaze                |                          |
| 1986 | My Man Adam                              | Jerry Swit                |                          |
| 1987 | In the Mood                              | Bob Hope (voice)          | Uncredited               |
| 1987 | Love at Stake                            | Mayor Upton               |                          |
| 1988 | Moving                                   | Gary Marcus               |                          |
| 1989 | Rocket Boy                               | Rocket Boy                | Television film          |
| 1989 | The Experts                              | N/A                       | Director                 |
| 1993 | Cold Sweat                               | Larry                     |                          |
| 1993 | Coneheads                                | Highmaster                |                          |
| 1993 | Ghost Mom                                | N/A                       | Director                 |
| 1997 | Pippi Langstrømpe                        | Thunder-Karlsson (stemme) | [ 1 ]                    |
| 2000 | MVP: Most Valuable Primate               | Willy Drucker             |                          |
| 2001 | Rat Race                                 | Harold Grisham            |                          |
| 2002 | Fancy Dancing                            | Billy Gemmill             |                          |
| 2002 | Who's Your Daddy?                        | Carl Hughes               |                          |
| 2003 | Brother Bear                             | Tuke (voice)              | [ 1 ]                    |
| 2003 | Beethoven's 5th                          | Fred Kablinski            |                          |
| 2004 | Intern Academy                           | Omar Olson                | Also director and writer |
| 2004 | Love on the Side                         | Red                       |                          |
| 2005 | Santa's Slay                             | Pastor Timmons            |                          |
| 2005 | The Aristocrats                          | Sig selv                  | Dokumentar               |
| 2006 | Bjørne Brødre 2                          | Tuke (stemme)             | [ 1 ]                    |

### Computerspil
| År   | Titel                             | Rolle          | Noter |
| ---- | --------------------------------- | -------------- | ----- |
| 2007 | The Tuttles: Madcap Misadventures | The Australian | [ 1 ] |